# الانتخابات العامة في كوستاريكا 1872
بعد الانقلاب على الديكتاتور خيسوس خيمينيز زامورا في 27 أبريل 1870، وبعد حكومة برونو كارانزا راميريز القصيرة، حكم توماس غوارديا غوتيريز في 8 أغسطس، ودعا الرئيس المؤقت آنذاك غوارديا للانتخابات في 8 مايو 1872. كانت هذه هي المرة الأولى التي يرأس البلاد أحد أفراد الجيش.
بالنسبة لهذه الانتخابات، كان دستور عام 1871 ساري المفعول، والذي ينص على أنه يمكن لجميع الذكور من كوستاريكا الذين يبلغ عمرهم 20 عامًا أو 18 عامًا التصويت إذا كانوا متزوجين أو كانوا أساتذة في علم أو كان دخلهم وفقًا لحالتهم الاجتماعية. سمح ذلك لغالبية المواطنين الذكور بالتصويت (لم تتم الموافقة على حق النساء في التصويت حتى عام 1949) لأن شرط القراءة أو الكتابة لم يكن مطلوبًا وكان الشرط الاقتصادي غامضًا للغاية ويمكن تطبيقه على أي شخص تقريبًا من أي طبقة اجتماعية. كان التصويت علنيًا واختار فقط الناخبين من الدرجة الثانية. يجب أن يكون الناخبون من الدرجة الثانية أكثر من 21 عامًا، وأن يكونوا متعلمين ولديهم دخل سنوي قدره 150 بيزو أو أكثر أو 500 بيزو على الأقل في الممتلكات.